# Argyle Street
Die Argyle Street ist eine der großen Durchfahrtsstraßen im Zentrum Glasgows. Sie erstreckt sich über 3,4 Kilometer Länge (2,1 Meilen), reicht vom Stadtzentrum bis in den Westteil (West End) und ist damit die längste Straße der Innenstadt. Der östliche Teil der Straße beginnt an der Trongate mit einer Fußgängerzone, die zusammen mit der Buchanan Street und der Sauchiehall Street zudem die Haupt-Einkaufsmeile der schottischen Großstadt bildet.

## Streckenverlauf

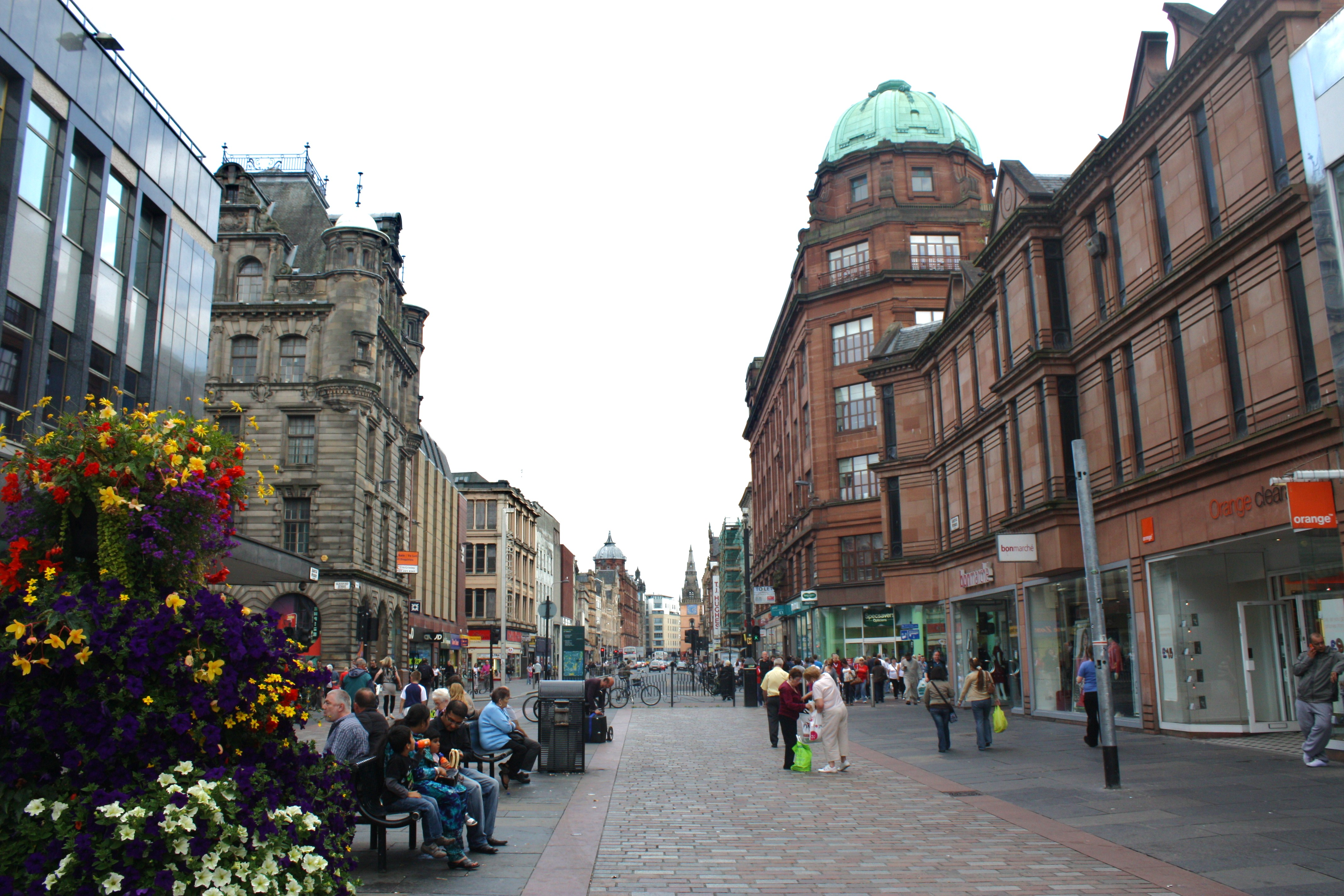
Fußgängerzone der Argyle Street am Trongate, Blick nach Westen

Die Straße beginnt am südöstlichen Rand der Innenstadt, an der Trongate, als Fußgängerzone. Diese reicht bis zur Queen Street. Die Fußgängerzone der Argyle Street bildet den Hauptanteil der wichtigsten Einkaufsmeile Glasgows. Bekanntestes Einkaufszentrum ist das St. Enoch Centre. Auch die Argyll Arcade (eine viktorianische Ladenpassage, insbesondere bekannt für eine Vielzahl von Juweliergeschäften) ist ein beliebter Treffpunkt und Touristenmagnet. Die Straße führt anschließend in einem Tunnel unter dem Glasgower Hauptbahnhof hindurch (genannt Hielanman’s Umbrella) und wird oberirdisch zum vielbefahrenen Transportweg und zur Durchfahrts- bzw. Verbindungsstraße zwischen der Autobahn M8 und der Clydeside Schnellstraße (Clydeside Expressway bzw. A814) ab Anderston. Nach einer Zusammenführung mit der St. Vincent Street verläuft sie weiter in Richtung West End. Bei der Kelvingrove Art Gallery mündet auch die Sauchiehall Street in die Hauptstraße, welche hinter der Kelvin Hall auf einer Brücke über den River Kelvin schließlich zur Dumbarton Road wird.
Entlang der Argyle Street liegen abgesehen von der oben erwähnten Kelvingrove Art Gallery und den Einkaufspassagen auch beispielsweise das Kategorie-A-denkmalgeschützte Gebäude der Savings Bank of Glasgow und der sich über 34 Hektar erstreckende Kelvingrove Park (ursprünglich West End Park).
Unter der Argyle Street verläuft die nach ihr benannte, 1979 eröffnete Argyle Line. Die Tunnelstrecke unter der Argyle Street war ursprünglich 1896 von der Glasgow Central Railway eröffnet worden, aufgrund nachlassender Nachfrage aber 1959 von British Railways für den Personenverkehr geschlossen und 1964 für den Gesamtverkehr stillgelegt worden. Für die Wiedereröffnung wurde die bis zu ihrer Stilllegung dampfbetriebene Tunnelstrecke elektrifiziert. Elektrische Triebwagen von Scotrail bedienen auf der Argyle Line in dichtem Takt die unter der Argyle Street liegenden Bahnhöfe Argyle Street, Glasgow Central Low Level und Anderston und verbinden sie mit den Vororten in Lanarkshire und Dunbartonshire.

## Geschichte

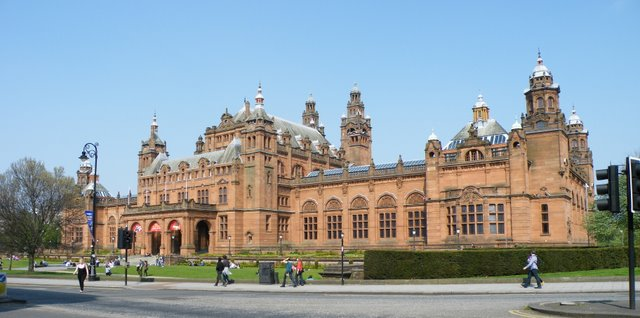
Blick von der Argyle Street auf die Kelvingrove Art Gallery im West End

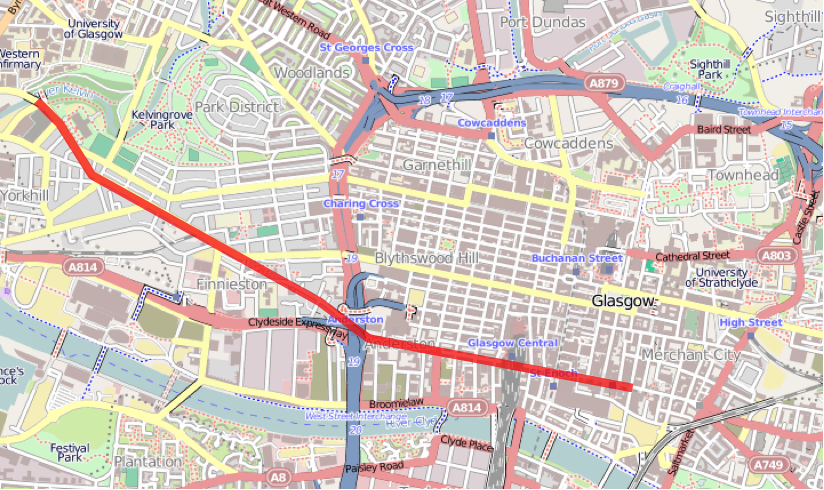
Stadtplan: Verlauf der Argyle Street (rote Linie) im Straßennetz der Glasgower Innenstadt

Die ursprünglich als Westergait (Scots für Weg/Pfad nach Westen) bekannte Argyle Street führte von der Trongate ab quer durch die Stadt bis zum West Port, dem Stadttor am Westende der Glasgower Stadtmauer. Ihr genauer Erbauungszeitraum ist nicht bekannt. Zu Ehren des Duke of Argyll wurde sie im späten 18. Jahrhundert umbenannt, einige Zeit nach der Entfernung des West Port im Jahr 1751. In dieser Zeit wichen Stadtmauer und -tore schrittweise der stetigen Ausdehnung der Stadt nach Westen.
Argyle (frühe Schreibweise von Argyll, in dieser Form u. a. Name einer weitläufigen Küstenregion nordwestlich von Glasgow) bedeutet etwa Rand des Gälenlandes (Old Gaelic: airer Goídel), wobei Gälen eine alte Sammelbezeichnung für schottische und irische Volksgruppen ist (vgl. Gälische Sprachen). Da Schottland und Irland von Meer umgeben sind, wird der Begriff häufig mit Küste der Gäls übersetzt. Im frühen 13. Jahrhundert erklärte der vermutlich französischsprachige Autor von De Situ Albanie, “der Name Arregathel bedeutet Begrenzung des Schottischen oder Irischen, denn alle Schotten und Iren werden allgemein Gattheli genannt, abgeleitet von ihrem antiken Kriegsherren bekannt als Gaithelglas.”
Sprachwissenschaftler Alex Woolf geht davon aus, dass der Name Airer Goídel im neunten Jahrhundert den Begriff Dál Riata verdrängte, nachdem die Wikinger große Teile des schottischen Ostens eroberten und die Inseln vor der Küste Glasgows fortan dauerhaft unter ihrer Regentschaft standen. Der Wikingerfeldzug trennte das Irische Dál Riata und die Inseln des Alban Dál Riata vom Alban Dál Riata des Festlandes. Erst zu diesem Zeitpunkt wurde die Ostküstenregion des schottischen Festlandes zu Airer Goídel umbenannt. Dass ihr Name nun die Volksbezeichnung der Gälen beinhaltet, grenzte sie demonstrativ von den nun unter nordischer Herrschaft stehenden Inseln ab, die als Innse Gall – wörtlich Inseln der Fremden bezeichnet wurden. Die Innse Gall verblieben über 300 Jahre lang im Besitz der altnordisch-sprechenden Nordgälen (direkte Nachfahren der wikingischen Eroberer).
Ab 1970 fanden große Umbauten in der Innenstadt statt, dazu gehörten unter anderem der Bau der Glasgow Inner Ring Road, der Abriss von Anderston Cross und der Bau des an seine Stelle getretenen Gebäudekomplex Anderston Centre. Die Umbauten führten auch zu einer Routenveränderung der Argyle Street, deren östliche Hälfte nun unterhalb des Kingston Bridge approach viaduct abbricht, während sich der Hauptverkehrsweg über die Autobahn und auf die St. Vincent Street verschob. Die östliche Hälfte der Argyle Street in Anderston beinhaltet so seither eine etwa 250 Meter lange Sackgasse, bevor (wie oben erwähnt) die St. Vincent Street in der Argyle Street aufgeht.